# Kazimierz-Górski-Stadion
Das Stadion Kazimierza Górskiego (voller Name durch Sponsor: Orlen Stadion im. Kazimierza Górskiego; deutsch Orlen-Stadion benannt nach Kazimierz Górski) ist ein Fußballstadion in der polnischen Stadt Płock, Woiwodschaft Masowien. Es ist die Heimspielstätte des Fußballvereins Wisła Płock. Es bot vor dem Umbau ab 2020 auf den beiden Tribünen insgesamt 10.978 Sitzplätze, hinzu kamen 495 V.I.P.-Plätze und 50 Presseplätze. Seit der Fertigstellung verfügt die Anlage über 15.004 Sitzplätze. Direkt gegenüber dem Stadion liegt die Mehrzweckhalle Orlen Arena, die hauptsächlich von der Handballabteilung von Wisła Płock genutzt wird.

## Geschichte
Die ortsansässige Erdölraffinerie (heute Teil der PKN Orlen S.A.) ließ das Stadion errichten. Nach rund fünf Jahren Bauzeit wurde die insgesamt 10 Hektar große Anlage 1973 fertiggestellt und am 9. Juni des Jahres eingeweiht. Die Sportstätte besaß anfänglich eine Leichtathletikanlage. Der bis heute gültige Besucherrekord wurde am 8. Mai 1974 aufgestellt. Zu einem inoffiziellen Spiel der polnischen Fußballnationalmannschaft gegen den niederländischen Club Twente Enschede versammelten sich, nach verschiedenen Schätzungen, 26.000 bis 30.000 Zuschauer im Stadionrund. Zwei Jahre später entstand eine überdachte Tribüne mit Büroräumen. Am 11. Juni 1991 besuchte Papst Johannes Paul II. das Stadion und hielt dort eine heilige Messe ab. Die alten Holzbänke wurden 1996 durch Kunststoffsitze ersetzt. 1999 erhielt die Spielstätte von Wisła Płock eine elektronische Anzeigetafel. Im Jahr darauf installierte man eine Flutlichtanlage mit 1.800 Lux Beleuchtungsstärke.
Am 16. November 2003 kam das Stadion in Płock erstmals als Austragungsort eines Länderspiels der polnischen Fußballnationalmannschaft zum Einsatz. Das Freundschaftsspiel gegen Serbien und Montenegro endete mit 4:3. Seit dem 31. März 2004 ist das Stadion nach dem polnischen Fußballspieler und -trainer Kazimierz Górski benannt. Am 20. Juni des Jahres wurde die Anlage durch ein Kunstrasenspielfeld ergänzt. 2005 entstand hinter dem Tor im Süden ein neues Gebäude mit Umkleidekabinen. Mit einer Rasenheizung wurde das Spielfeld 2006 ausgestattet. Im Jahr 2007 übergab die PKN Orlen S.A. die Anlage in den Besitz der Stadt. Zur Anlage kam 2013 eine Traglufthalle mit einem Trainingsspielfeld. Die alte Anzeigetafel wurde 2015 durch eine neue Anzeigetafel mit Videowand ersetzt.
Seit 2016 lagen Pläne für den Umbau des Stadion Kazimierza Górskiego in eine moderne Fußballarena, mit 10.000 bis 15.000 überdachten Plätzen und V.I.P.-Logen, vor. Am 3. Juli 2020 wurde der Baugrund an das Bauunternehmen übergeben. Es wurden alle Sitze und abnehmbare Teile demontiert. Am 23. Juli begannen die Arbeiten mit den Baumaschinen zur Räumung des Geländes. Teile der Betonränge wurden mit einem am Bagger montierten Hydraulikhammer zerlegt. Der größte Teil der Westtribüne blieb erhalten, um den Spielbetrieb aufrechterhalten zu können. Der Vertrag mit dem Generalunternehmer Mirbud wurde Ende November 2019 unterzeichnet. Das Unternehmen war der einzige Bieter in der langwierigen Ausschreibung der Stadt. Die neue Fußballarena bietet 15.000 Plätze und sollte 166,5 Mio. Złoty (etwa 37,8 Mio. Euro) kosten. Mirbud stimmte zu, den Bau innerhalb von drei Jahren nach Abschluss des Vertrages fertigzustellen, damit Wisła Płock nicht in ein anderes Stadion, außerhalb der Stadt, einmieten muss. Dies hätte einen Fertigstellungstermin Ende 2022 bedeutet.
Am 8. Februar 2023 war die Übergabe des Stadions geplant, doch sie fand nicht statt. Ende März wollte man mit der technischen Abnahme beginnen. Bis Ende April sollte der Auftragnehmer eine Nutzungsgenehmigung und eine Bestandsdokumentation vorlegen, die wiederum die endgültige Abnahme ermöglicht. Ein genauer Eröffnungstermin stand noch nicht fest. Im März 2023 wurde die PKN Orlen S.A., zunächst bis 2027, Namenssponsor der Fußballarena. PKN Orlen zahlt dafür jährlich 1,75 Mio. Złoty.
Im April 2023 wurde das Stadion fertiggestellt. Die erste Partie der Ekstraklasa fand am 21. April 2023 statt. Wisła Płock unterlag vor 4300 Zuschauern Jagiellonia Białystok mit 2:4. Das erste Tor im neuen Stadion erzielte Bartosz Śpiączka.
Am 1. September 2023 wurde das Stadion für die Öffentlichkeit zu Führungen geöffnet. Die offizielle Einweihung fand am Tag danach statt. Wisła Płock traf am 7. Spieltag der zweitklassigen 1. Liga 2023/24 auf Polonia Warschau und gewann 3:0. Die Kosten werden auf 173 Mio. Złoty (rund 38,7 Mio. Euro) beziffert.

## Länderspiele
Zwei Länderspiele bestritt die polnische Fußballnationalmannschaft der Männer im Stadion von Płock.
- 16. Nov. 2003:  Polen –  Serbien und Montenegro 4:3 (2:0)
- 31. Mär. 2004:  Polen –  Vereinigte Staaten 0:1 (0:1)

## Galerie

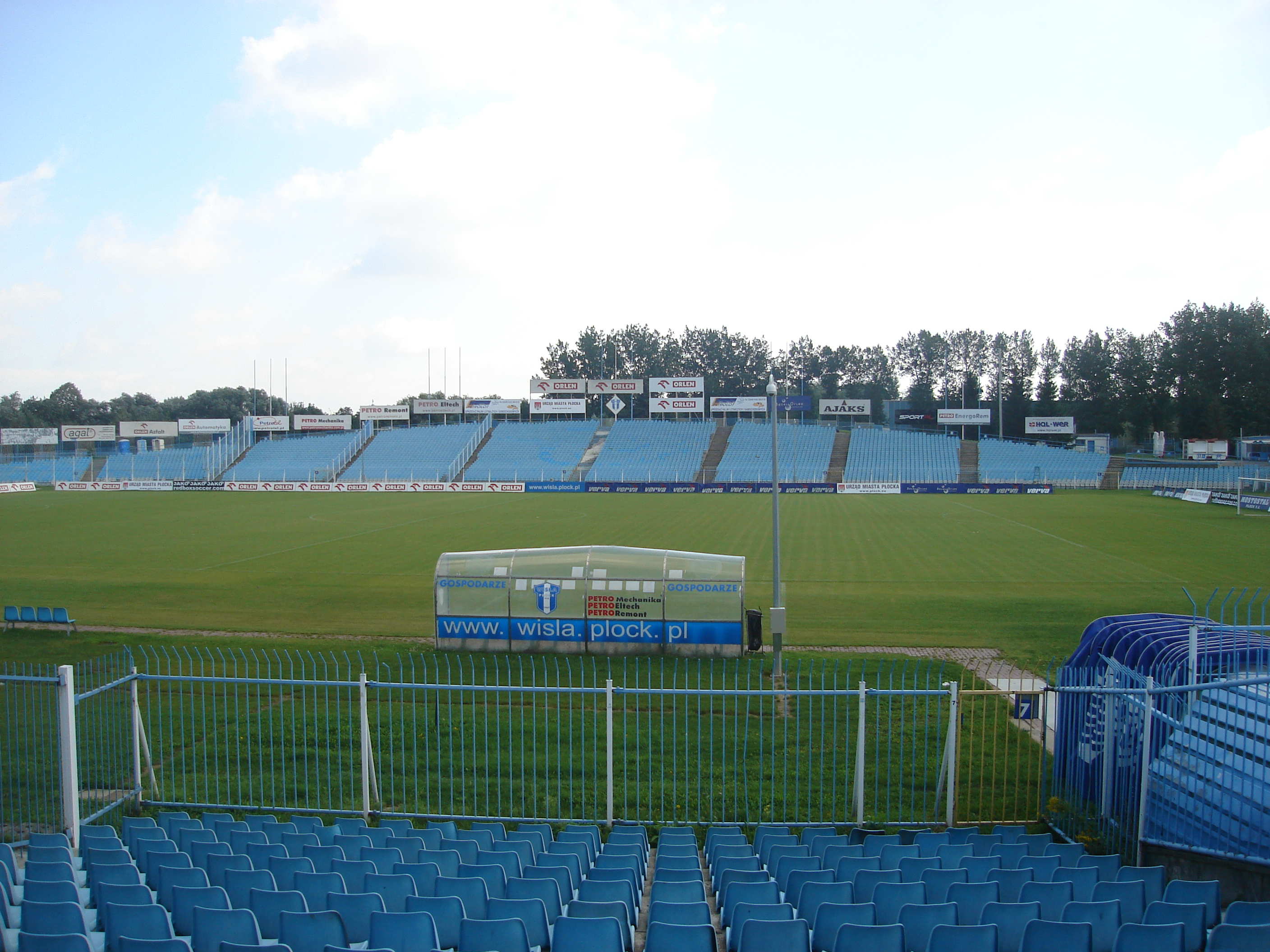
Blick in das Stadion auf die Gegengerade (2007)
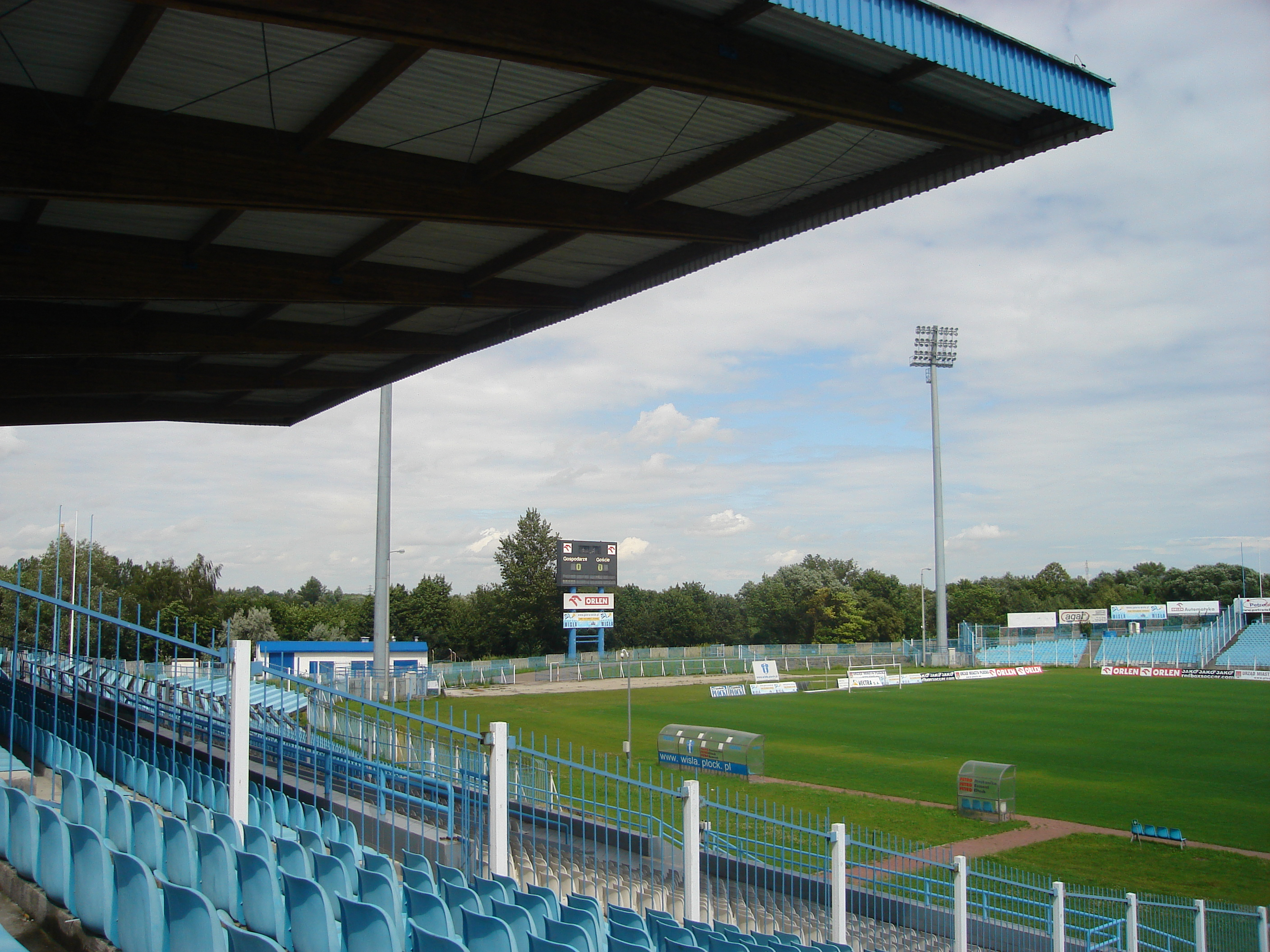
Blick von der Haupttribüne (Juli 2009)